# Funnies, Inc.
Funnies, Inc. était une société qui produisait des histoires vendues ensuite à des éditeurs. Elle fut active dans les années 1930-1940. Fondée par Lloyd Jacquet, elle vend de nombreuses histoires dont celles qui apparaissent dans le premier numéro de Marvel Comics daté d'octobre 1939), le premier comics de Timely Comics qui deviendra par la suite Marvel Comics.

## Historique
À la fin des années 1930, de nombreuses sociétés se lancent dans la création de comic books. Parmi celles-ci se trouve Centaur Publications où travaille Lloyd Jacquet en tant que directeur artistique. Jacquet démissionne et forme  Funnies, Inc., appelé à l'origine First Funnies, Inc.. L'idée est d'abord de créer une société d'édition mais le manque de moyen financier oblige Jacquet et ses associés à abandonner le projet. À la place, Funnies va produire des bandes dessinées qui seront ensuite vendues à des éditeurs
Le premier projet de Funnies, Inc. s'appelle Motion Picture Funnies Weekly, un comics publicitaire prévu pour être distribué dans les cinémas mais qui est un échec.
Le premier contenu de comics vendu est publié dans Marvel Comics publié par Timely Comics de Martin Goodman. On y trouve Human Torch de Carl Burgos et the Submariner de Bill Everett.
D'autres éditeurs font appel à Funny : Centaur, Fox Feature Syndicate et Hillman Periodicals mais les maisons d'édition engagent de plus en plus leurs propres auteurs et ne font plus appel à des sociétés extérieures. Aussi à la fin de 1940, Jacquet vend les droits des personnages à Timely.
Après la disparition de Funnies, Jacquet fonde Lloyd Jacquet Studios qui vend des séries à des éditeurs jusqu'en 1949.